# HD 36591
HD 36591，又名BD-01 935，SAO 132234、HR 1861，是一颗恒星，视星等为5.35，位于銀經205.14，銀緯-18.2，其B1900.0坐标为赤經5h 27m 37.7s，赤緯-1° -18.2′ 51″。